# Alkoholany

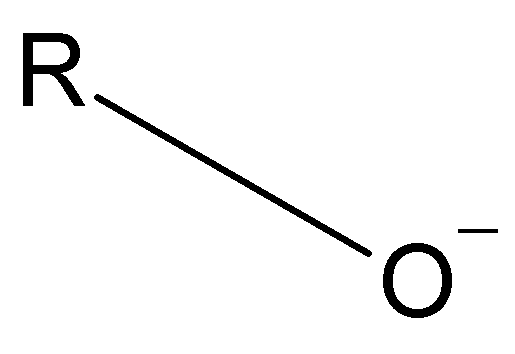
Struktura typowej grupy alkoksylowej

Alkoholany (alkoksylany) – organiczne związki chemiczne o wzorze ogólnym ROM (gdzie: R – grupa alkilowa; M – atom metalu). Otrzymuje się je głównie podczas reakcji odpowiedniego alkoholu z metalem (sodem i potasem na zimno, zaś z magnezem i glinem na gorąco) w środowisku bezwodnym. Większość alkoholanów to związki jonowe, choć w niektórych (np. w t-butanolanie glinu) występują wiązania kowalencyjne.

## Właściwości i zastosowanie
Alkoholany są mocnymi zasadami, w wodzie ulegają rozkładowi w myśl reakcji RO−
 + H
2O → ROH + OH−
. Jako zasady są one używane w licznych syntezach organicznych. Najczęściej używanymi alkoholanami są etanolan sodu i t-butanolan potasu. Najważniejszą reakcją, w której alkoksylany nie występują tylko jako zasady jest synteza eterów metodą Williamsona.